# Albert Böhler
Pour les articles homonymes, voir Böhler.
Albert Böhler (né le 28 août 1845 à Francfort-sur-le-Main; décédé le 10 octobre 1899 à Vienne), fils d'un marchand de Francfort, était un industriel autrichien.
Après s'être installé à Vienne en 1870, il racheta en 1894 avec ses trois frères l'aciérie de Kapfenberg/Styrie (qui deviendra plus tard Böhler-Uddeholm).